# Пикноядерная реакция
Пикноя́дерные реа́кции (от др.-греч. πυκνός — плотный) — реакции слияния ядер, происходящие в холодном веществе за счёт нулевых колебаний ядер в кристаллической решётке, а не за счёт преодоления барьера отталкивания между ядрами с помощью тепловой энергии движения, как в термоядерных реакциях. Чёткое различение между этими типами реакций при ненулевой температуре невозможно, в качестве примерной границы перехода пикноядерных реакций в термоядерные используется температура Дебая кристаллической решётки.
Пикноядерные реакции идут в любых веществах и при любых температурах, однако в обычных условиях их скорость чрезвычайно мала. Существенными они становятся в случае очень плотного вещества, например, в вырожденном веществе белых карликов или в коре нейтронных звёзд. Как считается, именно вызванные ростом массы при аккреции быстро разгоняющиеся в центре белых карликов пикноядерные, а затем термоядерные реакции служат спусковым механизмом взрывов сверхновых Ia типа.
На возможность таких реакций впервые обратил внимание, вероятно, У. Уайлдхек в 1940 году. Элементарный расчёт скорости реакций, важный для астрофизических приложений, был проведён Я. Б. Зельдовичем в 1957 году, а затем уточнён и развит Э. Солпитером и X. ван Хорном в 1969 году. Тем не менее, оценки скоростей реакций в литературе до сих пор серьёзно различаются, что связано с различными экстраполяциями ядерных сил на низкие энергии, а также с чувствительностью скорости к наличию дефектов кристаллической решётки.